# Georgij Melkadze
Georgij Džemalovič Melkadze (in russo Георгий Джемалович Мелкадзе?; Mosca, 4 aprile 1997) è un calciatore russo di origini georgiane, attaccante dell'Achmat Groznyj.

## Caratteristiche tecniche
È un trequartista capace di giocare anche da attaccante, veloce e abile nei dribbling, dotato di una buona visione di gioco; è stato paragonato al brasiliano Roberto Firmino.

## Statistiche

### Presenze e reti nei club
Statistiche aggiornate al 13 maggio 2018.
| Stagione               | Squadra                | Campionato             | Campionato | Campionato | Coppe nazionali | Coppe nazionali | Coppe nazionali | Coppe continentali | Coppe continentali | Coppe continentali | Altre coppe | Altre coppe | Altre coppe | Totale | Totale | Totale |
| Stagione               | Squadra                | Comp                   | Pres       | Reti       | Comp            | Pres            | Reti            | Comp               | Pres               | Reti               | Comp        | Pres        | Reti        | Pres   | Reti   |        |
| ---------------------- | ---------------------- | ---------------------- | ---------- | ---------- | --------------- | --------------- | --------------- | ------------------ | ------------------ | ------------------ | ----------- | ----------- | ----------- | ------ | ------ | ------ |
| 2014-2015              | Spartak Mosca          | PL                     | 2          | 0          | CR              | -               | -               | -                  | -                  | -                  | -           | -           | -           | 2      | 0      |        |
| 2015-2016              | Spartak Mosca          | PL                     | 4          | 0          | CR              | -               | -               | -                  | -                  | -                  | -           | -           | -           | 4      | 0      |        |
| 2016-2017              | Spartak Mosca          | PL                     | 0          | 0          | CR              | 1               | 0               | UEL                | 1                  | 0                  | -           | -           | -           | 2      | 0      |        |
| Totale Spartak Mosca   | Totale Spartak Mosca   | Totale Spartak Mosca   | 6          | 0          |                 | 1               | 0               |                    | 1                  | 0                  |             | -           | -           | 8      | 0      |        |
| 2015-2016              | Spartak-2 Mosca        | PFN Ligi               | 22         | 7          | -               | -               | -               | -                  | -                  | -                  | -           | -           | -           | 22     | 7      |        |
| 2016-2017              | Spartak-2 Mosca        | PFN Ligi               | 26         | 11         | -               | -               | -               | -                  | -                  | -                  | -           | -           | -           | 26     | 11     |        |
| Totale Spartak-2 Mosca | Totale Spartak-2 Mosca | Totale Spartak-2 Mosca | 48         | 18         |                 | -               | -               |                    | -                  | -                  |             | -           | -           | 48     | 18     |        |
| 2017-2018              | Tosno                  | PL                     | 21         | 0          | CR              | 1               | 0               | -                  | -                  | -                  | -           | -           | -           | 22     | 0      |        |
| Totale carriera        | Totale carriera        | Totale carriera        | 75         | 18         |                 | 2               | 0               |                    | 1                  | 0                  |             | -           | -           | 78     | 18     |        |

### Cronologia presenze e reti in nazionale
| Cronologia completa delle presenze e delle reti in nazionale ― Russia under 21 | Cronologia completa delle presenze e delle reti in nazionale ― Russia under 21 | Cronologia completa delle presenze e delle reti in nazionale ― Russia under 21 | Cronologia completa delle presenze e delle reti in nazionale ― Russia under 21 | Cronologia completa delle presenze e delle reti in nazionale ― Russia under 21 | Cronologia completa delle presenze e delle reti in nazionale ― Russia under 21 | Cronologia completa delle presenze e delle reti in nazionale ― Russia under 21 | Cronologia completa delle presenze e delle reti in nazionale ― Russia under 21 |
| Data                                                                           | Città                                                                          | In casa                                                                        | Risultato                                                                      | Ospiti                                                                         | Competizione                                                                   | Reti                                                                           | Note                                                                           |
| ------------------------------------------------------------------------------ | ------------------------------------------------------------------------------ | ------------------------------------------------------------------------------ | ------------------------------------------------------------------------------ | ------------------------------------------------------------------------------ | ------------------------------------------------------------------------------ | ------------------------------------------------------------------------------ | ------------------------------------------------------------------------------ |
| 29-11-2016                                                                     | Limassol                                                                       | Cipro under 21                                                                 | 1 – 1                                                                          | Russia under 21                                                                | Amichevole                                                                     | 1                                                                              | cap. 38’                                                                       |
| 24-3-2017                                                                      | Marbella                                                                       | Russia under 21                                                                | 5 – 1                                                                          | Romania under 21                                                               | Amichevole                                                                     | -                                                                              | 75’                                                                            |
| 28-3-2017                                                                      | Marbella                                                                       | Russia under 21                                                                | 2 – 0                                                                          | Norvegia under 21                                                              | Amichevole                                                                     | -                                                                              | 77’                                                                            |
| 27-5-2017                                                                      | Namangan                                                                       | Uzbekistan under 21                                                            | 3 – 4                                                                          | Russia under 21                                                                | Amichevole                                                                     | -                                                                              | 46’                                                                            |
| 31-8-2017                                                                      | Mosca                                                                          | Russia under 21                                                                | 0 – 0                                                                          | Armenia under 21                                                               | Qual. Europeo Under-21 2019                                                    | -                                                                              | 46’                                                                            |
| 5-9-2017                                                                       | Tula                                                                           | Russia under 21                                                                | 3 – 0                                                                          | Gibilterra under 21                                                            | Qual. Europeo Under-21 2019                                                    | -                                                                              |                                                                                |
| 6-10-2017                                                                      | Mosca                                                                          | Russia under 21                                                                | 1 – 0                                                                          | Austria under 21                                                               | Qual. Europeo Under-21 2019                                                    | -                                                                              |                                                                                |
| 10-10-2017                                                                     | Novi Sad                                                                       | Serbia under 21                                                                | 3 – 2                                                                          | Russia under 21                                                                | Qual. Europeo Under-21 2019                                                    | 1                                                                              |                                                                                |
| 10-11-2017                                                                     | Erevan                                                                         | Armenia under 21                                                               | 1 – 2                                                                          | Russia under 21                                                                | Qual. Europeo Under-21 2019                                                    | -                                                                              | 65’                                                                            |
| 14-11-2017                                                                     | Frosinone                                                                      | Italia under 21                                                                | 3 – 2                                                                          | Russia under 21                                                                | Amichevole                                                                     | -                                                                              | 67’                                                                            |
| 23-3-2018                                                                      | Skopje                                                                         | Macedonia under 21                                                             | 3 – 4                                                                          | Russia under 21                                                                | Qual. Europeo Under-21 2019                                                    | 2                                                                              | 71’                                                                            |
| 27-3-2018                                                                      | Gibilterra                                                                     | Gibilterra under 21                                                            | 0 – 5                                                                          | Russia under 21                                                                | Qual. Europeo Under-21 2019                                                    | 3                                                                              | 34’                                                                            |
| Totale                                                                         |                                                                                | Presenze                                                                       | 12                                                                             |                                                                                | Reti                                                                           | 7                                                                              |                                                                                |

## Palmarès

### Club

#### Competizioni nazionali
- Coppa di Russia: 1

Tosno: 2017-2018